# Desert Pursuit
Desert Pursuit è un film del 1952 diretto da George Blair.
È un western statunitense con Wayne Morris, Virginia Grey, George Tobias e Anthony Caruso.
È basato sul racconto del 1948 Horse Thieves' Hosana di Kenneth Perkins.

## Produzione
Il film, diretto da George Blair su una sceneggiatura di Scott Darling e un soggetto di Kenneth Perkins, fu prodotto da Lindsley Parsons tramite la Lindsley Parsons Picture Corporation e girato nei pressi delle Olancha Dunes a Olancha,  a Luby e nelle Alabama Hills a Lone Pine, in California, dal 29 ottobre a metà novembre 1951. I titoli di lavorazione furono Starlight e Starlight Canyon.

## Distribuzione
Il film fu distribuito negli Stati Uniti dall'11 maggio 1952 al cinema dalla Monogram Pictures.

## Promozione
La tagline è: Soldier of Fortune... and Lady of Chance...Beyond Reach of the Law...Face to Face With Assassin's Guns!.